# Župnija Žalna
Župnija Žalna je rimskokatoliška teritorialna župnija Dekanije Grosuplje Nadškofije Ljubljana.
Župnijska cerkev je posvečena svetemu Lovrencu.

### Farne spominske plošče
V župniji so postavljene Farne spominske plošče, na katerih so imena vaščanov iz okoliških vasi, ki so padli nasilne smrti na protikomunistični strani v letih 1942-1945. Skupno je na ploščah 42 imen.